# Чайковский, Анатолий Михайлович
Анато́лий Миха́йлович Чайко́вский (род. 29 марта 1931 года, Киев) — журналист, главный редактор журнала «Физкультура и спорт» (1972—1992), Заслуженный работник физической культуры России (1999), автор 14 книг по российскому фигурному катанию.

## Биография
Родился 29 марта 1931 года в Киеве у металлурга Михаила Иосифовича Чайковского и Марии Филипповны Стародубовой. Один из трёх детей в семье, братья: Валентин (род. 1937) и Сергей (род. 1942). Во время Великой Отечественной войны находился с родителями и младшим братом в эвакуации в Уфе.
В 1965 году он женился на Елене Анатольевне Осиповой (заслуженный тренер СССР по фигурному катанию) и переехал из Киева в Москву где начал работать в центральном аппарате «Советского спорта».
В течение 15 лет Анатолий Михайлович был членом президиума Федерации спортивной прессы СССР, одновременно возглавлял пресс-службы многих чемпионатов (мира, Европы, Спартакиад народов СССР). Во время Московских Олимпийских игр 1980 года А. Чайковский руководил пресс-службой Центрального стадиона в Лужниках.